# چادرلی
چادیرلی (به انگلیسی: Çadırlı) یک روستا در شهرستان سالیان در جمهوری آذربایجان است. این روستا بخشی از روستای کاراکالا است. تا پیش از سال 
۲۰۰۹ نام این روستا شاترووکا (به انگلیسی: Şatrovka) بود.